# 全景文
全景文（？—491年），字弘達，吳郡人。南朝宋及南齊將領。

## 生平
全景文年輕時就很有氣力，獲授軍主之職。孝建元年（454年），全景文擔任竟陵王劉誕的驃騎行參軍，並以軍功封漢水侯。後曾任員外郎及積射將軍。
泰始二年（466年），登位不久的宋明帝面臨全國大部分州郡反對自己，支持侄兒晉安王劉子勛的不利情況，全景文就以假節、寧朔將軍、冗從僕射、軍主的身份隨前將軍劉亮進攻晉陵郡。不久又以長水校尉假輔國將軍隨軍至破釜進攻薛索兒，並以水軍斷了薛索兒糧道。薛索兒退至石梁，全景文則隨蕭道成前往進攻，期間都有戰功。擊敗薛索兒後，宋明帝敕命全景文隸屬劉亮，增援正與子勛政權主力劉胡大軍對峙的前線，期間全景文亦奮勇作戰，受了數十處創傷。戰後全景文以功封孝陵縣侯，食邑六百戶。全景文後歷任寧朔將軍，游擊將軍、假輔師將軍，高平太守、鎮軍及安西二府司馬，驍騎將軍。
宋後廢帝元徽五年（477年6月13日），全景文外任南豫州刺史、歷陽太守、輔國將軍。後轉征虜將軍、南琅邪南濟陰二郡太守、軍主。不久再加散騎常侍。
建元元年（479年），蕭道成篡宋建齊，全景文因為沒有參與篡位活動，孝陵縣侯的宋爵被削除，沒能過渡到齊，但改授南琅邪太守。後轉光祿大夫，轉征虜將軍、臨川王蕭映的征西司馬、南郡太守。後官至給事中，光祿大夫。永明九年（491年）去世。

## 逸事
- 沈攸之還未發跡時曾與孫超之及全景文一同乘船出遊，並登上堤岸遊樂。突然有一個人截住了他們並和他們看相，稱他們三人都將為方伯，攸之質疑怎可能三人都有這個相，但對方表示他只是依相書所指去評論。但竟然真的應驗，攸之官至荊州刺史，超之及景文分別為廣州及南豫州[3]。